# Нехендзи, Юлиан Аркадьевич
Юлиан Аркадьевич Нехендзи (1901 — 1968) — советский учёный-металлург.

## Биография
Родился 6 (19 июня) 1901 года в Сквире (ныне Киевская область, Украина) в семье служащего.
Окончил (с золотой медалью) Первое коммерческое училище в Екатеринославе (1918) и Екатеринославский горный институт по специальности «инженер по плавке стали» (1924).
Работал на Невском МСЗ имени В. И. Ленина (Ленинград): сдатчик отливок, мастер в сталелитейном цехе, инженер, заместитель начальника сталелитейного цеха, главный металлург завода (с 1932). В 1929, 1931—1932 и 1934 годах был на стажировке в Германии и Швеции.
С января 1930 года по совместительству преподавал в ЛПИ имени М. И. Калинина: доцент кафедры «Металлургия чугуна» металлургического факультета, с сентября 1930 — заведующий кафедрой «Литейное производство». С 1933 года — профессор. Разработал научные основы курса «Теоретические основы литья металлов» для металлургов-литейщиков. В 1939—1941 годы также декан факультета технологии и исследования материалов.
В 1938—1941 годах заведовал кафедрой на факультете «Г» МИС имени И. В. Сталина.
Во время войны был командирован на Уралмаш, где занимался научной и практической деятельностью по обеспечению фронта боеприпасами и танками.
В 1943—1944 годах — профессор кафедры «Литейное производство» МИС имени И. В. Сталина. 15 ноября 1944 был освобождён от обязанностей профессора с сохранением за ним руководства научно-исследовательской работой и утверждён научным руководителем темы № 455.
С 1946 года заведовал кафедрой в ЛПИ имени М. И. Калинина; одновременно в 1950-е годы — также литейной кафедрой Северо-Западного заочного политехнического института. В 1966 году возглавил Комиссию НТО МАШПРОМ по разработке номенклатуры литейных свойств сплавов и стандартизации методик их определения.
Скоропостижно умер в Ленинграде 19 февраля 1968 года от болезни сердца.
Похоронен на Богословском кладбище Санкт-Петербурга.

### Семья
- жена — Нана Александровна; выпускница Ленинградской консерватории по классу фортепиано, ученица профессора Л. В. Николаева, однокурсница П. А. Серебрякова, К. А. Корчмарёва[2].
- сын Евгений (р. 1927)[2].

## Научная деятельность
Основные направления исследований:
- теоретические основы литья металлов,
- литейные свойства сплавов,
- стальное литьё.

В 1943 году возглавлял группу, разработавшую на Уралмаше технологию литья танковых башен в металлические формы взамен песчаных, что позволило резко сократить продолжительность технологического процесса и увеличить выпуск танков, а также увеличить стойкость башен против снарядов.
В процессе разработки темы № 455 предложил U-образную пробу для оценки жидкотекучести и усадки стали, названную пробой Нехендзи-Кантеника (используется до настоящего времени).
Разработал научные основы и математический аппарат анализа теплообмена, гидравлики, формирования структуры и усадочных процессов при литье, исследовал влияние вакуумной плавки и разливки на литейные, технологические и механические свойства жаропрочных сплавов, создал установки и новые методы определения литейных и теплофизических свойств сплавов.
Участвовал в работе Международных конгрессов литейщиков (1956, 1963, 1967).
Автор более 200 научных работ, в том числе монографий.

### Избранные труды
- «Стальное литье» (1931)
- «Кокильное литье» (1943)
- «Стальное литье» (1948)
- «Литые стальные снаряды» (1939).

## Награды и премии
- орден «Знак Почёта» (22 мая 1939 года) — «за успешное выполнение задания Правительства по производству боеприпасов, за освоение новых образцов боеприпасов для РККА и Военно-Морского флота и за образцовую организацию стахановской работы»[5]
- Сталинская премия третьей степени (1946) — за разработку и внедрение в производство новой технологии отливки башен тяжёлых танков, обеспечившей значительное увеличение и выпуска танков

## Адреса
В Санкт-Петербурге — Кирочная улица, дом 24.

## Память
В 2001 году в Санкт-Петербурге была проведена Всероссийская научно-практическая конференция, посвященная 100-летию со дня рождения Ю. А. Нехендзи и 70-летию созданной им кафедры.